# ビルドゥ
ビルドゥ（バスク語 : Bildu）は、スペインのバスク自治州とナバーラ州で活動している選挙連合。党名はバスク語で「集合」を表す。2011年4月3日に結成された。主要な構成者には社会民主主義を掲げるバスク連帯（エウスコ・アルカルタスナ、EA）などがあり、極左テロ組織バスク祖国と自由(ETA)との関係が深いとされている。バスク民族主義、分離主義、左翼愛国主義などの思想を持ち、バスク自治州とナバーラ州のスペインからの独立を主張している。

## 歴史

### 結成
2011年3月にはスペイン最高裁判所がソルトゥというバスク地方の新政党の登録を禁止したが、これを受けて4月3日に設立されたのがビルドゥである。ビルドゥは社会民主主義を掲げるバスク連帯（エウスコ・アルカルタスナ、EA）、アルテルナティバ（エスケル・バトゥアの分派）、バスクの左翼愛国主義者組織から追放された個人政治家の連合体である。当初、ビルドゥは極左テロ組織バスク祖国と自由(ETA)の指導下にあるとされているバタスナ（2003年より非合法）と関係しているとして、ソルトゥ同様にスペイン最高裁判所によって登録を禁止され、この決定はビルバオや他都市での街頭抗議運動を呼んだ。選挙期間が開始される5月5日、スペイン憲法裁判所はビルドゥの登録禁止を解除し、ビルドゥは選挙への参加を許された。

### 2011年の地方選挙
2011年5月の地方選挙（各地域自治体議会議員選挙）ではバスク地方で26%の得票を得て、バスク地方においてバスク民族主義党(EAJ-PNV)に次ぐ第2党となった。合計では前回より452議席増の1,139議席を獲得した。ギプスコア県・サン・セバスティアンではバスク民族主義党を上回って第1党となり、ビスカヤ県・ビルバオ、アラバ県・ビトリア＝ガステイス、ナバーラ州・パンプローナの各県都を含むバスク地方のほとんどの地域で議席を獲得した。ナバーラ州議会選挙では50議席中7議席を獲得し、ナバーラ住民連合、ナバーラ社会党、ナファロア・バイに次ぐ第4党となった。

### 2011年スペイン議会総選挙
2011年11月のスペイン議会総選挙では、エウスコ・アルカルタスナ（EA）とアルテルナティバと、そしてナファロア・バイを構成していたアララルが協力し、アマユールという名称の新しい政党連合を結成した。

### 2012年のバスク自治州議会選挙
2012年5月のバスク自治州議会選挙は、エウスコ・アルカルタスナ、アララル、アルテルナティバ、ソルトゥと左翼愛国主義者の個人によって選挙連合エウスカル・エリア・ビルドゥ（EH Bildu）が結成され、バスク民族主義党が3議席減の27議席、エウスカル・エリア・ビルドゥが21議席、バスク社会党(PSE-EE)が9議席減の16議席、政権与党の国民党(PP)が3議席減の10議席、その他が1議席であり、得票率でも議席数でも大幅な上昇を記録した。25.0%の得票を得たエウスカル・エリア・ビルドゥはバスク民族主義党に次ぐ第2党となった。